# Campanus van Novara
Campanus van Novara (waarschijnlijk Novara, ca. 1220 - Viterbo, 1296), ook bekend als Johannes Campanus, was een wiskundige, astronoom, astroloog en arts. Hij is onder meer bekend voor zijn werk aan de Elementen van Euclides (1260) en het huizensysteem in de astrologie dat zijn naam draagt.

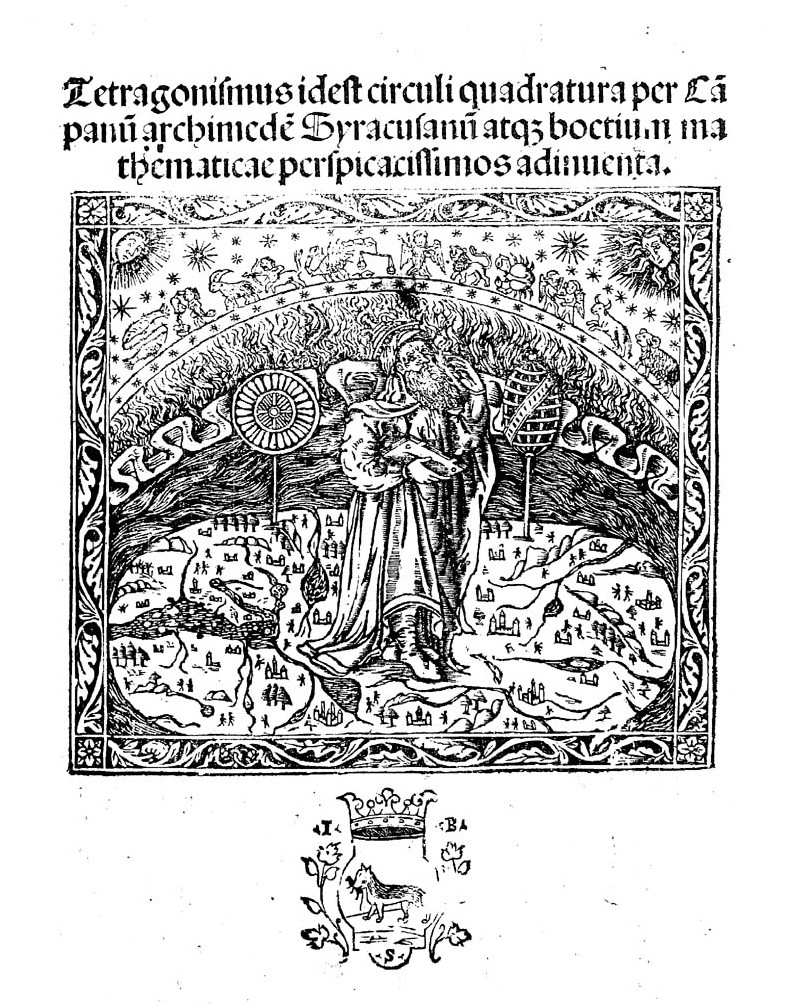
Tetragonismus idest circuli quadratura, 1503

- Bibsys: 7022485
- Biblioteca Nacional de España: XX881507
- Bibliothèque nationale de France: cb124917005 (data)
- Catàleg d'autoritats de noms i títols de Catalunya: 981058518394506706
- CiNii: DA13077937
- Gemeinsame Normdatei: 118666797
- International Standard Name Identifier: 0000 0003 5430 8943
- Library of Congress Control Number: n90717171
- Nationale Bibliotheek van Tsjechië: jo20191042594
- Nationale Bibliotheek van Israël: 987007259311005171
- Nederlandse Thesaurus van Auteursnamen: 073804304
- Réseau des bibliothèques de Suisse occidentale: 02-A000027875
- Istituto Centrale per il Catalogo Unico: BVEV023174
- LIBRIS: 256820
- SNAC: w6jw8k0t
- Système universitaire de documentation: 034127658
- Trove: 870090
- Virtual International Authority File: 29636378